# 天神西町
天神西町（てんじんにしまち）は、大阪府大阪市北区の町名。丁番を持たない単独町名である。

## 地理
大阪市北区の南部に位置する。北は天神橋筋を挟んで天神橋1丁目、南は堺筋を挟んで菅原町、北は南森町、西は阪神高速12号守口線を挟んで西天満に接する。

## 歴史
1978年（昭和53年）実施の町名で、旧町名の地下町（じげちょう）、樽屋町（たるやまち）、鳴尾町（なるおちょう）の天神橋西筋（現在の天神橋筋）以西におおむね該当する。

## 世帯数と人口
2019年（平成31年）3月31日現在の世帯数と人口は以下の通りである。
| 町丁     | 世帯数  | 人口  |
| -------- | ------- | ----- |
| 天神西町 | 399世帯 | 585人 |

### 人口の変遷
国勢調査による人口の推移。
| 1995年（平成7年）  | 165人 | [ 5 ] |  |
| 2000年（平成12年） | 277人 | [ 6 ] |  |
| 2005年（平成17年） | 281人 | [ 7 ] |  |
| 2010年（平成22年） | 341人 | [ 8 ] |  |
| 2015年（平成27年） | 472人 | [ 9 ] |  |

### 世帯数の変遷
国勢調査による世帯数の推移。
| 1995年（平成7年）  | 71世帯  | [ 5 ] |  |
| 2000年（平成12年） | 150世帯 | [ 6 ] |  |
| 2005年（平成17年） | 155世帯 | [ 7 ] |  |
| 2010年（平成22年） | 228世帯 | [ 8 ] |  |
| 2015年（平成27年） | 311世帯 | [ 9 ] |  |

## 学区
市立小・中学校に通う場合、学区は以下の通りとなる。北区内の全ての市立中学校と、大阪市内の小中一貫校が対象で学校選択が可能（抽選を実施）。
| 番・番地等 | 小学校               | 中学校             |
| ---------- | -------------------- | ------------------ |
| 全域       | 大阪市立西天満小学校 | 大阪市立天満中学校 |

## 事業所
2016年（平成28年）現在の経済センサス調査による事業所数と従業員数は以下の通りである。
| 町丁     | 事業所数 | 従業員数 |
| -------- | -------- | -------- |
| 天神西町 | 81事業所 | 583人    |

## 施設
- 日本基督教団天満教会
- お吉稲荷大明神
- 樽屋橋 - かつてこの地を流れていた堀川に架かっていた橋。

## 交通

### 鉄道
- 地内に駅はなく、OsakaMetro「南森町駅」およびJR東西線「大阪天満宮駅」が最寄り駅である。

### 道路
高速道路
- 阪神高速11号池田線

主要地方道
- 大阪府道・京都府道14号大阪高槻京都線（天神橋筋）
- 大阪府道102号恵美須南森町線（堺筋）

## その他

### 日本郵便
- 〒530-0045[3]（集配局：大阪北郵便局[12]）